# Kanonisering

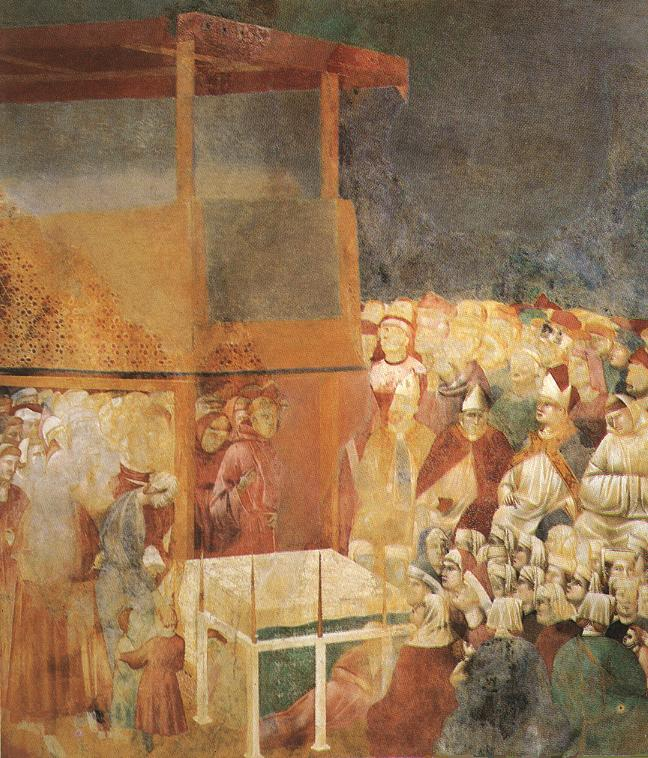
Kanoniseringen av den helige Franciskus, Giotto di Bondone.

Kanonisering, också kallat kanonisation eller helgonförklaring, är den akt där kyrklig myndighet förklarar någon vara ett helgon.

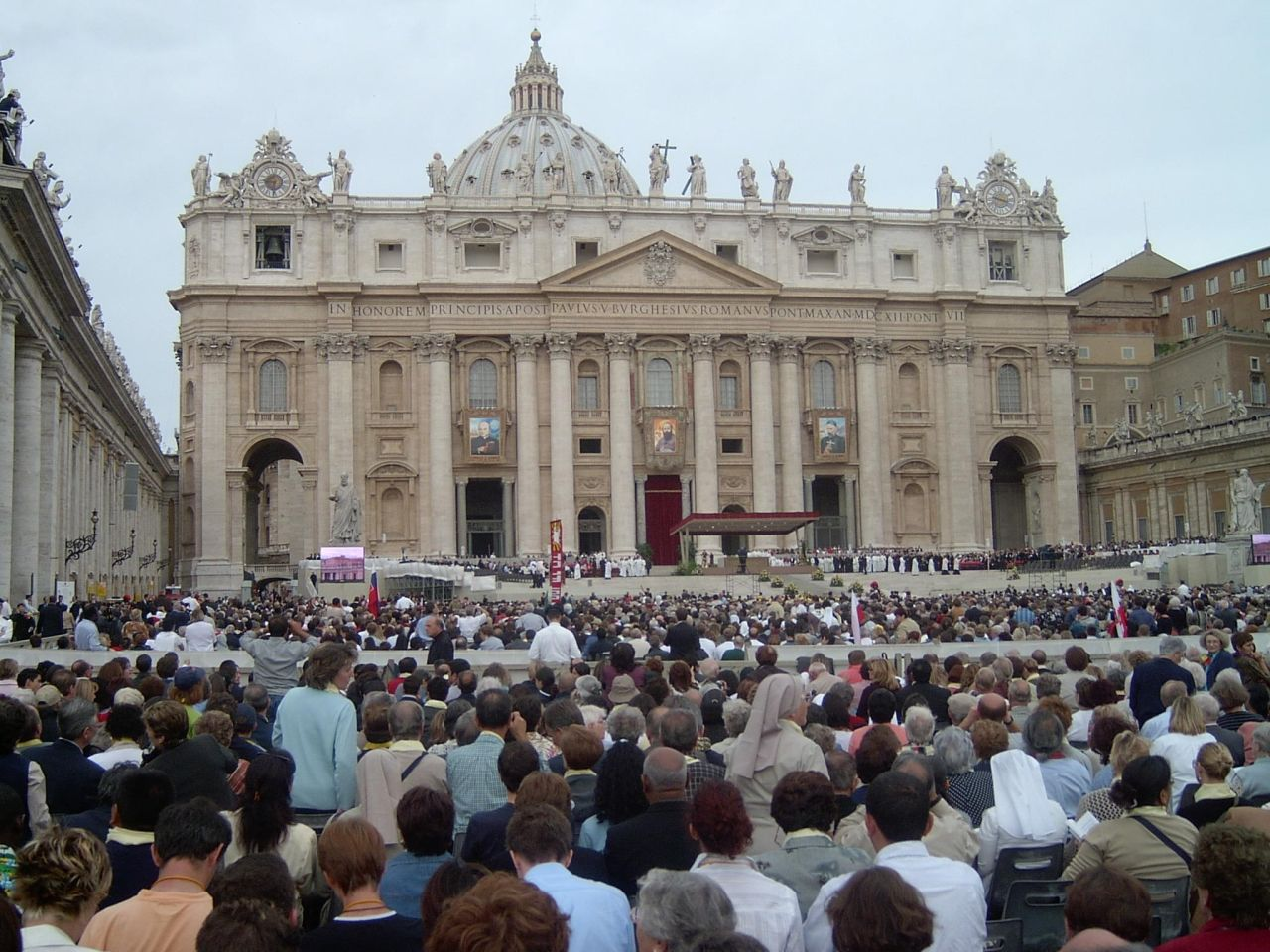
Påve Johannes Paulus II kanoniserar Josef Freinademetz, Daniele Comboni och Arnold Janssen år 2003.

Ordet kanonisering härleds ur grekiskans kanonizein ’reglera’, ’bemyndiga’. I samband med kanoniseringen för patriarken, biskopsmötet, påven eller motsvarande in en död persons namn i förteckningen, kanon, över helgon, och personen ifråga är därmed värdig att vördas offentligt inom hela den världsvida Romersk-katolska kyrkan.
Ingen blir ett helgon i och med helgonförklaringen. Den bekräftar endast något som redan är en erkänd tro inom kyrkan. Den helgonförklarade anses alltså ha varit ett helgon redan under sin livstid.

## Kanonisering i den unga kyrkan
Helgonvördnaden var i den tidiga kyrkan uttryck för ett folkligt trosmedvetande, som efter stiftsbiskopens noggranna undersökning, vann offentlig bekräftelse genom att stiftsbiskopen skrinlade helgonets reliker, firade mässa enligt ett nyskrivet (eller gemensamt) proprium och genom att ett nytt officium (ordning för dygnets regelbundna böner på firningsdagen) togs i bruk. Mera sällan skedde denna helgonförklaring på provinsnivå. Påven, biskopen av Rom, helgonförklarade ursprungligen inte personer utanför sitt eget stift, före år 993.

## Kanonisering i de östortodoxa kyrkorna
De östortodoxa kyrkorna har behållit ett kanoniseringsförfarande av äldre slag. Varje autokefal östortodox kyrka har rätten att kanonisera, men huruvida denna rätt vilar hos biskopsmötet eller patriarken varierar. Det är inte ovanligt att helgon som först har kanoniserats i en av kyrkorna så småningom vinner popularitet även i andra kyrkor, vilket motiverar en formell kanonisering även i dessa andra kyrkor.

## Romersk-katolska kyrkans kanoniseringsprocess

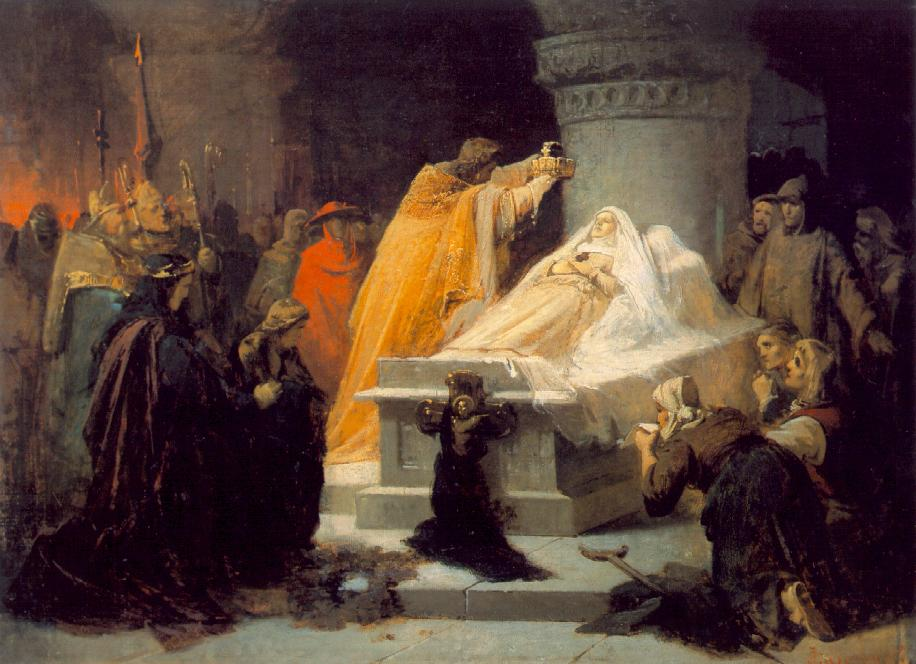
Kanoniseringen av Elisabet av Ungern 1235, Alexander von Liezen-Mayer.

Före 1170 kunde kanonisering ske på stiftsnivå. Sedan 1170 är påvens godkännande nödvändigt vid kanonisering i västkyrkan. Sedan 1200 är påvlig kanonisering enligt en minutiös procedur i flera steg nödvändig i västkyrkan. Skrinläggning och beatifikation, men inte kanonisering, kunde förekomma i viss utsträckning på stiftsnivå mellan 1170 och 1634. Ett centralt kyrkligt organ, Ritkongregationen, grundades av påve Sixtus V 1588 för att bland annat handlägga kanoniseringsärenden, men denna kongregation delades 1969 i två kongregationer, av vilka den nutida Kongregationen för helgonförklaringsprocesser (Congregatio de Causis Sanctorum) övertog denna arbetsuppgift.

### Första steget: Tituleras Servus Dei eller Serva Dei

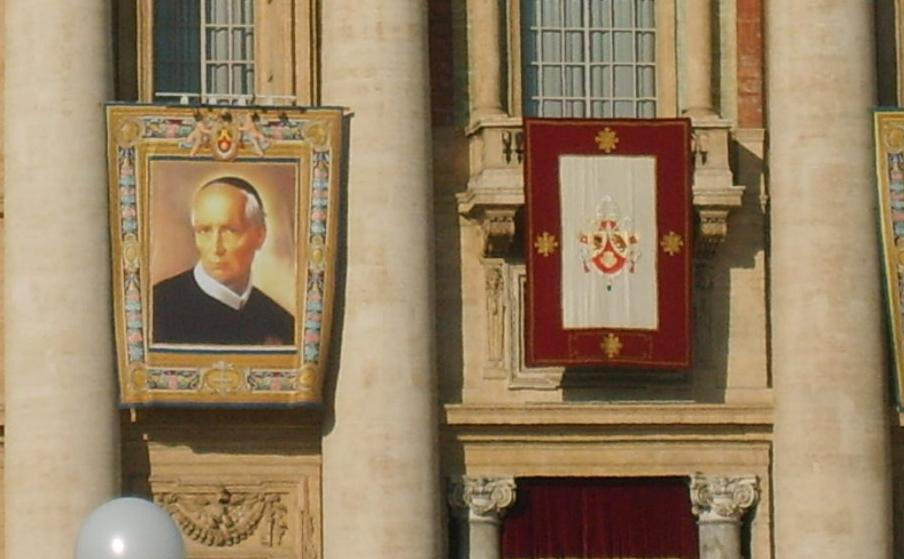
Kanoniseringen av Gaetano Errico 2008.

Om en person har levt ett exemplariskt liv och/eller dött som martyr, kan undersökningen av hans eller hennes sak inledas. Den lokale biskopen underrättas, och om han anser att man skall gå vidare med fallet, låter han sammanställa material om personen och sända detta till Dikasteriet för helgonförklaringar i Vatikanen. Om dess tjänstemän bedömer att fallet skall granskas, benämns helgonkandidaten för servus Dei (latin ’Guds tjänare’) eller serva Dei, om det rör sig om en kvinna. Den lokale biskopen anmodas nu att samla ihop helgonkandidatens efterlämnade skrifter och brev, förutsatt att det existerar några. Därutöver måste kandidaten erhålla ett nihil obstat (latin ’inget hindrar’) från Vatikanen, det vill säga det får inte finnas något tvivelaktigt om kandidaten i Vatikanens arkiv. 
Om kandidaten har passerat dessa omsorgsfulla kontroller, går Vatikanen vidare med ärendet. En postulator, en person som företräder kandidaten, utses. Därtill utses en promotor fidei (latin ’trons befrämjare’), även kallad advocatus diaboli (latin ’djävulens advokat’). Denne har till uppgift att söka finna skäl till varför processen skall avbrytas. Om kandidaten klarar ”angreppen” från djävulens advokat, sammanställs en positio (latin ’ståndpunkt’), en akt som inbegriper allt hittillsvarande material om kandidaten. Akten studeras av helgonkongregationens prefekt, och om denne anser det lämpligt underrättas påven, som utfärdar ett dekret, vilket tillkännager att helgonkandidatens mål officiellt introduceras hos Vatikanen. Då detta endast innebär ett administrativt godkännande, undertecknar påven inte med sitt pontifikala namn utan med sitt dopnamn. För den tidigare påven, Franciskus, som privat hette Jorge Mario Bergoglio, löd underskriften Placet Georgio (latin ’det behagar Jorge’).

### Andra steget: Tituleras Venerabilis
Nu följer en nogsam genomgång av kandidatens liv med omsorgsfulla granskningar, vittnesförhör och allehanda kontroller. Dokumenten nagelfars, slutligen även av påven personligen. Om kandidaten anses ha utövat de kristna dygderna på ett synnerligen förtjänstfullt sätt och/eller anses ha lidit martyrdöden, tilldelas personen titeln venerabilis (latin ’vördnadsvärd’). 

### Tredje steget: Beatifikation (saligförklaring)
Här vidtar en undersökning av den vördnadsvärdes kropp. Kvarlevorna exhumeras för identifiering. Om kroppen inte hade förruttnat, ansågs det tidigare vara ett tecken på helighet. Processen går sedan vidare med granskning av de eventuella mirakler, gudomliga tecken, vilka har inträffat som ett svar på de troendes böner om kandidatens förböner inför Gud. Två ting måste säkerställas: 1) Att Gud har utverkat ett mirakel, oftast ett fysiskt helande eller helbrägdagörande. 2) Att föreliggande mirakel verkligen har inträffat genom kandidatens förböner inför Gud. Miraklet, det medicinska helandet, undersöks därefter av läkarexpertis (consulta medica) för att säkerställa, att det inte kan ha skett av naturliga orsaker. Om dessa experter finner att helandet inte kan förklaras vetenskapligt, utfärdar påven ett dekret, vilket godkänner helandet som ett mirakel. Mirakel är ett tecken på att kandidaten befinner sig i himmelen och har möjlighet att inför Gud be för dem som lever på jorden. 
Kandidaten kan nu bli föremål för beatifikation, det vill säga saligförklaring. Han eller hon ges titeln beatus eller beata (latin ’salig’), men ägnas endast begränsad offentlig vördnad, till exempel i ett visst stift, i ett visst land eller inom en viss orden. Det bör påpekas, att om personen ifråga har dött martyrdöden, krävs det inte några mirakler för beatifikation. Detta beror på att Vatikanen anser, att det ultimata offret, alltså martyrdöden, att ge sitt liv, är tillräckligt för att förära en person titeln ”salig”. 
Svenskar som blivit saligförklarade är Erik den helige (skrinlagd i slutet av 1100-talet), Katarina av Vadstena (skrinlades 1 augusti 1489), Brynolf Algotsson (1492), Ingrid Elofsdotter (skrinlades 1507), Nils Hermansson (skrinlades 1515) och Elisabeth Hesselblad (av påve Johannes Paulus II, 9 april 2000).

### Fjärde steget: Kanonisering (helgonförklaring)
För processens slutgiltiga steg – kanoniseringen – fordras ytterligare ett mirakel. Detta gäller såväl martyrer som icke-martyrer. Vid en högtidlig ceremoni, vilken förrättas av påven, får den tidigare saligförklarade personen titeln sanctus eller sancta (svensk form "sankt" respektive "sankta", båda orden är latin för helig), som därefter alltid anges före personens namn, oftast i förkortad form: S:t respektive S:ta. Påven ger en redogörelse för helgonets liv och död samt en motivering för helgonförklaringen. 
Vid helgonförklaringen, som vanligtvis äger rum på Petersplatsen eller i Peterskyrkan, förlänas helgonkandidaten en sjufaldig ära: 
1. Helgonkandidatens namn skrivs in i förteckningen över helgon, det vill säga offentligt erkännande påbjuds.
2. Det nya helgonet kan åkallas i Kyrkans offentliga böner.
3. Kyrkobyggnader kan invigas åt Guds ära till helgonets minne.
4. Mässa och annan gudstjänst firas inför Gud till helgonets ära.
5. Högtidsdagar firas till helgonets minne.
6. Helgonet får bildligen framställas med gloria runt huvudet.
7. Helgonets reliker placeras i kostsamma och rikt utsmyckade relikskrin och vördas offentligen.

Svenskar som helgonförklarats centralt är Elin av Skövde (av påve Alexander III omkring 1164, uppgiften osäker), Heliga Birgitta (av påven Bonifatius IX 7 oktober 1391) och Elisabeth Hesselblad (av påven Franciscus I 5 juni 2016). Några av de svenska helgon som förekommer i Stockholms katolska stifts helgonkalender helgonförklarades på stiftsnivå före 1170. Till denna kategori hör Ansgar, Sigfrid, Eskil, David av Munktorp och Botvid.